# Ассирійці в Туреччині
Ассирійці в Туреччині (тур. Türkiye Süryanileri , сирійською: ܣܘܪܝܝܐ ܕܛܘܪܩܝܐ) або турецькі ассирійці — корінна семітомовна етнічна спільнота та меншина Туреччини, яка є східноарамейськими християнами, більшість з яких є членами Сирійської Православної Церкви, Халдейської Католицької Церкви, Ассирійської Церкви П'ятидесятників, Ассирійської Євангелічної Церкви, або Давньої церкви Сходу.
Вони поділяють спільну історію та етнічну ідентичність, що ґрунтується на спільних мовних, культурних і релігійних традиціях, з ассирійцями в Іраку, ассирійцями в Ірані та ассирійцями в Сирії, а також з ассирійською діаспорою. Ассирійці в таких європейських країнах, як Швеція та Німеччина, як правило, розмовляють мовою туройо або західно-ассирійською мовою і, як правило, походять з Туреччини.
Ассирійці колись були великою етнічною меншиною в Османській імперії, яка проживала в провінціях Хаккярі, Ширнак і Мардін, але після Сайфо (1915 р., також відомого як ассирійський геноцид) більшість з них були вбиті або змушені емігрувати, щоб приєднатися до своїх співвітчизників. у північному Іраку, північному сході Сирії та північному заході Ірану. Більшість тих, хто пережив геноцид і залишився в Туреччині, виїхали з країни до Західної Європи в 2-й половині ХХ століття через конфлікти між Робітничою партією Курдистану (РПК) і сухопутними військами Туреччини. Станом на 2019 рік приблизно 18 000 із 25 000 ассирійців країни проживають у Стамбулі. За словами Юсуфа Четіна, духовного лідера сирійської православної громади, станом на 2023 рік у Туреччині проживає 25 000-30 000 ассирійців, у тому числі від 17 000 до 22 000 у Стамбулі, більшість з них у Єшилкьої, де розташована нова Сирійська православна церква Мор Єфрема, що була урочисто відкрита 8 жовтня 2023 р.

## Історія

### Османська доба

Відсоток довоєнного населення, яке було ассирійським, представлений ассиро-халдейською делегацією на мирній конференції 1919 року.

Карта ассирійських поселень на їхній батьківщині Тур-Абдін

В Османській імперії була розроблена система управління немусульманськими «людьми Писання». Тобто вони враховували прийнятих монотеїстів із біблійною традицією та відрізняли їх від людей, яких вони визначали як язичників. Як люди Книги (або зіммії), євреї, християни та мандеї (у деяких випадках зороастрійці) отримували другосортне ставлення, але визнання.
В Османській імперії цей релігійний статус був систематизований як адміністративний шаблон «міллет». Кожна релігійна спільнота відповідала перед урядом через свого головного релігійного представника. Християни, яких османи поступово, але остаточно підкорили після завоювання Константинополя в 1453 році, вже були поділені на багато етнічних груп і конфесій, зазвичай організованих в ієрархію єпископів на чолі з патріархом.
Що стосується 5 ассирійських племен Гаккарі, Патріархат Шимуна в Кодшані, якому племена поклонялися, тому що це була Ассирійська Церква Святого Престолу Сходу: безпосередньо підпорядковувався Високій Порті, якій престол сплачував податки, які він збирав з племен.
Ті, хто навернувся до протестантизму, не хотіли платити щорічну данину старшим церквам через місцевих єпископів, які потім передавали частину цього патріарху, який потім передавав частину Порті у вигляді податків. Вони хотіли мати справу з Портою напряму, через етнічні межі (навіть через мусульманського адміністратора), щоб мати власний голос і не підпорядковуватися патріархальному ладу. Ця загальна протестантська хартія була видана 1850 року.

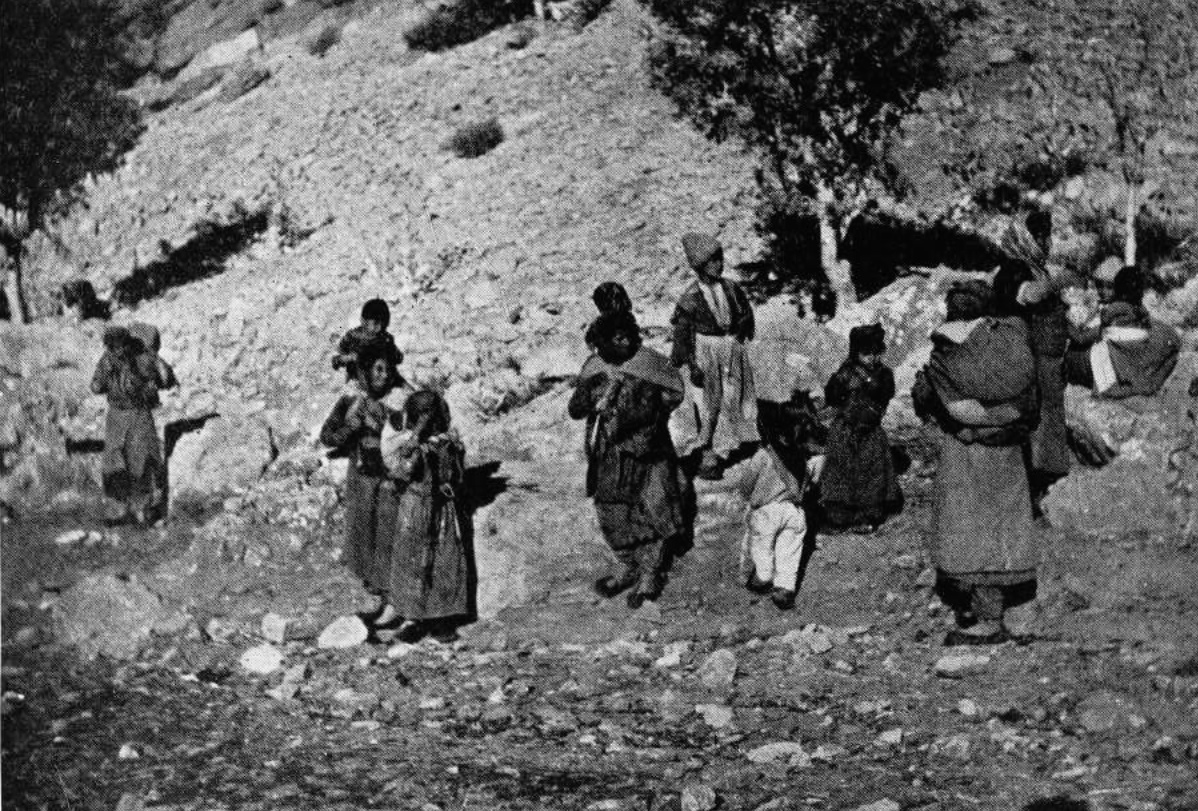
Ассирійські жінки тікають через гори під час Сайфо, 1915 рік

Незадовго до початку Першої світової війни Гонт оцінив чисельність ассирійського населення в межах від 500 000 до 600 000, що значно вище, ніж повідомлялося в цифрах османського перепису. Мідьят, у вілаєті Діярбекір, був єдиним містом в Османській імперії з ассирійською більшістю, хоча розділеним між сирійськими православними, халдеями та протестантами. Сирійські православні християни були зосереджені в горбистих сільських районах навколо Мідьята, відомих як Тур-Абдін, де вони населяли майже 100 сіл і працювали в сільському господарстві або ремеслах. Сирійська православна культура була зосереджена в двох монастирях поблизу Мардіна (на захід від Тур-Абдіна), Мор Габріель і Дейрулзафаран. Поза межами основного сирійського поселення також було значне населення в містах Діярбакир, Урфа, Харпут і Адіяман, а також у селах. На відміну від сирійського населення Тур-Абдіна, багато з цих сирійців розмовляли іншими мовами.
Під керівництвом Патріарха Церкви Сходу, який базувався в Кудшанісі, ассирійські племена володіли горами Хаккарі (на схід від Тур-Абдіна, прилеглих до османсько-перського кордону) зі статусом аширет — теоретично надаючи їм повну автономію — з підлеглими селянами. Хаккарі дуже гористий з вершинами, що досягають 4,000 метра (13,123 фут) розділені крутими ущелинами, так що до багатьох районів можна було потрапити лише стежками, врізаними в схили гір. Ассирійські племена іноді воювали один з одним за своїх курдських союзників. Поселення Церкви Сходу почалося на схід на західному березі озера Урмія в Персії, в місті Урмія та навколишніх селах; на північ, у Саламасі, був халдейський анклав. Навколо Сіїрта у вілаєті Бітліс (на північний схід від Тур-Абдіна та на північний захід від Хаккарі) існувала халдейська територія, яка була гористою, але меншою, ніж Хаккарі, але основна маса халдеїв жила південніше, на території сучасного Іраку. і поза зоною геноциду під час Першої світової війни.

### Турецька Республіка
Після 1923 року місцеві політики розпочали антихристиянську кампанію, яка негативно вплинула на сирійські громади (такі як Адана, Урфа чи Адіяман), які не постраждали від геноциду 1915 року. Багато з них були змушені покинути свою власність і втекти до Сирії, зрештою осівши в Алеппо, Камішли або Хабурі. 1924 року, незважаючи на його заяви про лояльність новому турецькому уряду, з Туреччини був вигнаний Сирійський православний патріархат. На відміну від вірмен, євреїв і греків, в Лозаннському договорі 1923 року ассирійці не були визнані меншиною. Населення, що залишилося, жило в покорі курдським агам і зазнавало постійних утисків і знущань, що спонукало їх до еміграції. Турецькі закони денатуралізували тих, хто втік, і конфіскували їхнє майно. Незважаючи на свої фактичні права на громадянство, багатьом ассирійцям, які залишилися в Туреччині, довелося викупити власну нерухомість у курдських агів або ризикувати втратою турецького громадянства. Деякі ассирійці продовжували жити в Тур-Абдіні до 1980-х років; це було останнє значне християнське населення Туреччини, яке жило в сільській місцевості на своїй початковій батьківщині. Деякі вчені описали триваюче виключення та переслідування сирійців у Туреччині як продовження сайфо.

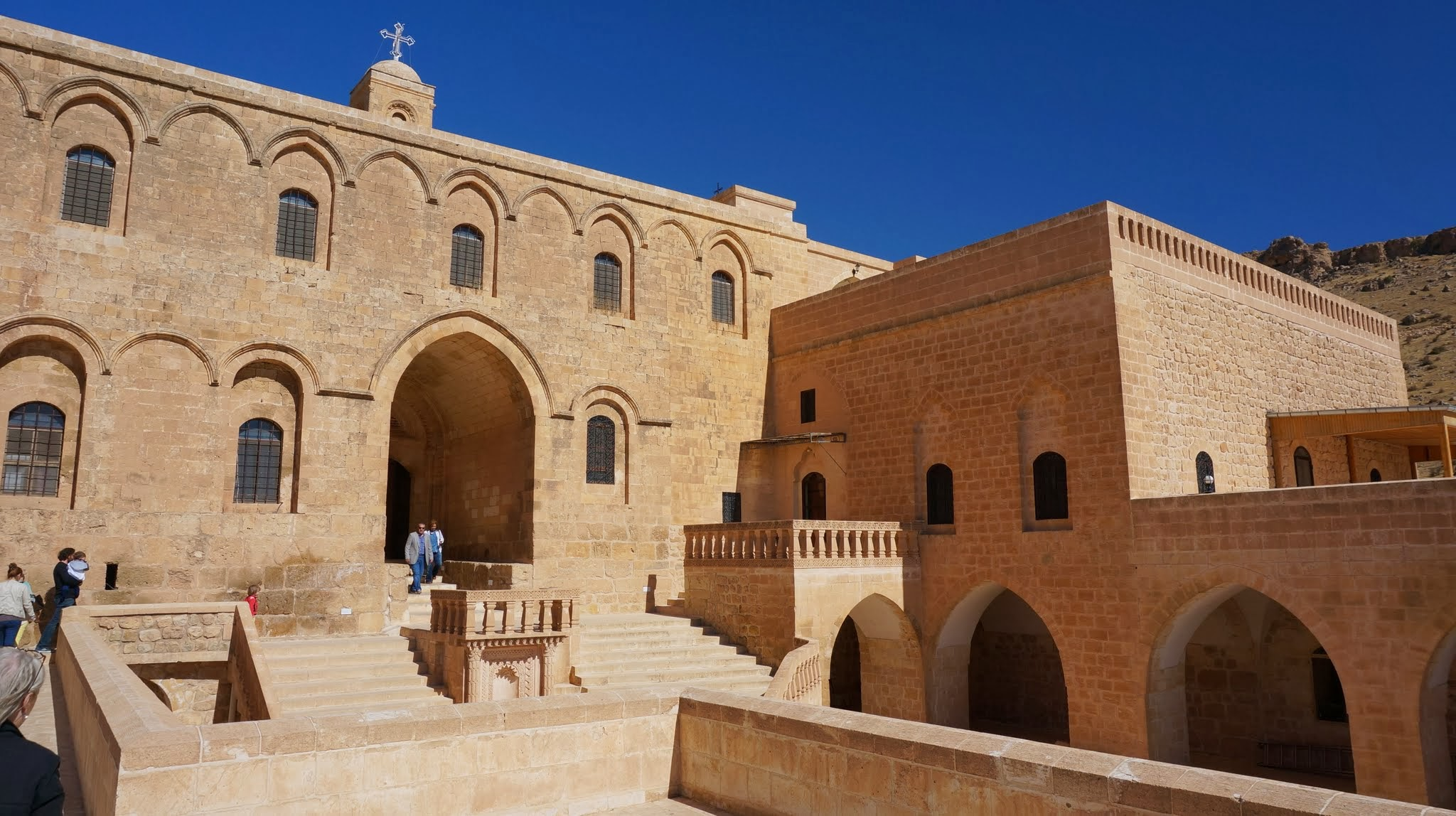
Монастир Мор Хананьо — важливий сирійський православний монастир у Тур-Абдіні, Туреччина.

На відміну від інших переслідуваних християнських груп, таких як греки та вірмени, після ассирійського геноциду ассирійській громаді Туреччини вдалося зберегти свою чисельність, але, незважаючи на це, вони мали багато труднощів. У 1960-х роках стало дедалі небезпечніше для ассирійців/сірійців у Мідьяті, регіональному центрі Тур-Абдіна. Мусульмани розпалили бурхливі антихристиянські протести як відповідь на події, що розгортаються на Кіпрі. Це призвело до того, що багато ассиро-сірійців не бачили для себе майбутнього на батьківщині своїх предків. До 1980-х років ассирійське населення Туреччини становило близько 70 000 осіб, хоча це було менше від приблизно 300 000 осіб, які вижили після геноциду. Нинішнє зменшення кількості ассирійців у 28 000 було спричинено в основному курдськими повстаннями у 1980-х роках і поганим станом більшої частини Близького Сходу, а також вічно загрозливою проблемою дискримінації турецького уряду. До кінця конфлікту наприкінці 1990-х менше 1000 ассирійців все ще перебували в Тур-Абдіні або Хаккарі, а решта жили в Стамбулі.
У 2001 році турецький уряд запросив ассирійців/сірійців повернутися до Туреччини, але дехто припускає, що ця пропозиція була радше рекламним трюком, оскільки незадовго до цього був прийнятий закон про землю, згідно з яким у ассирійців, які володіли необробленими фермами або землями, вкритими лісами (а таких було чимало, оскільки ті, хто перебував у діаспорі, не могли обробляти або підтримувати свою власність, живучи в інших місцях), держава конфіскувала землю, якою вони володіли, і продала її третім особам. Інший закон заборонив негромадянам Туреччини купувати землю в провінції Мардін, куди більшість ассирійців мали б іммігрувати. Незважаючи на ці закони, деякі з них повернулися, наприклад, ті, хто все ще мав громадянство і міг купувати нерухомість, а також ті, кому вдалося уникнути відбирання їхньої землі, але набагато більше тих, хто міг би повернутися, не змогли цього зробити через прийняті закони.

Сирійська православна церква Мора Єфрема, перша церква, побудована з моменту заснування Турецької Республіки

Деякі ассирійці, які втекли від ІДІЛ, знайшли тимчасові домівки в місті Мідьят. Центр для біженців розташований поблизу Мідьята, але через те, що в Мідьяті була невелика ассирійська громада, багато ассирійських біженців у таборі поїхали до Мідьята, сподіваючись на кращі умови, ніж у таборі біженців. Багатьом біженцям місцева ассирійська громада надала допомогу та житло, можливо, бажаючи, щоб біженці залишилися, оскільки громаді в Мідьяті потрібно більше членів.
У 2013 році ассирійцям дозволили відкрити першу з 1928 року школу, яка працювала б рідною мовою. Того ж року їм було повернуто 55 сирійських церков, монастирів і кладовищ у провінції Мардін, конфіскованих турецькою державою. 8 жовтня 2023 року відкрилася Сирійська Православна Церква Мора Єфрема, перша церква, побудована з моменту заснування Турецької Республіки. Станом на 2023 рік сирійська громада володіє 113 об'єктами власності, зареєстрованими на ім'я громадських фондів.

## Мова
За Лозаннським договором 1923 року на відміну від вірмен, євреїв і греків, ассирійці не були визнані групою меншин і не могли відкривати школи з викладанням їхньою мовою. Остання ассирійськомовна школа була закрита 1928 року.
18 червня 2013 року 13-й окружний адміністративний суд Анкари ухвалив рішення на користь права ассирійців використовувати рідну мову, як зазначено в Лозаннському договорі. Міністерство освіти прийняло це рішення, і перший дитячий садок був відкритий 2014 року. У 2023 році Реджеп Таїп Ердоган оголосив про відкриття нової ассирійської школи, яку фінансує уряд.
Класичну сирійську мову та сучасну мову викладають в університеті Мардіна Артуклу.
В опитуванні 2017 року 64 % ассирійців у Стамбулі своєю рідною мовою назвали «ассирійську», тоді як 27 % вказали турецьку.

## Релігія

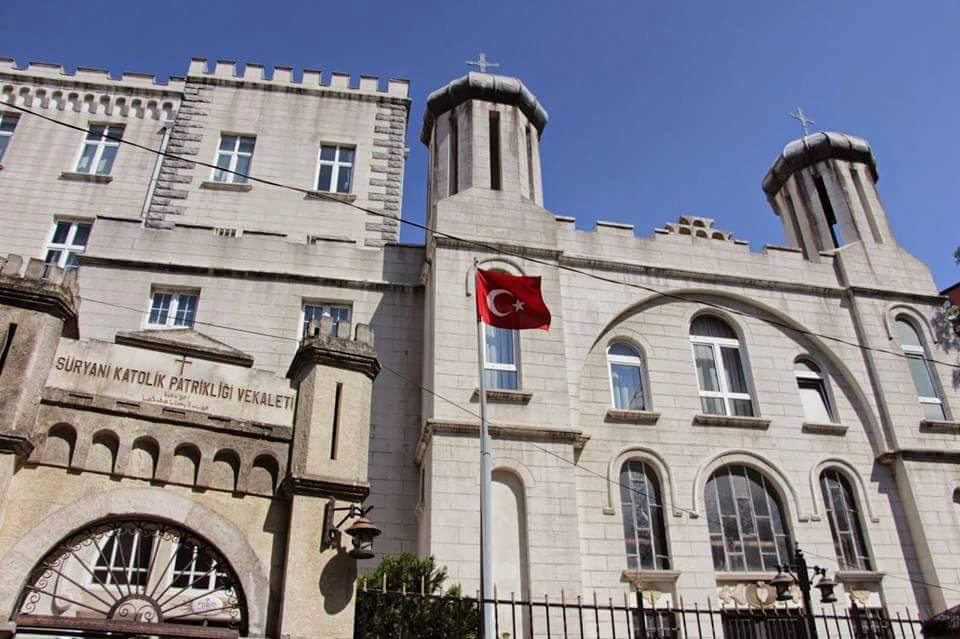
Сирійська католицька церква в Стамбулі

Ассирійці — це етнічна група, поділена на різні християнські церкви, і ці церкви різко відрізняються за літургією та структурою та навіть визначають ідентичність. Переважаючою християнською конфесією серед ассирійців у Туреччині є Сирійська православна церква, її 15 000–20 000 послідовників називають сирійцями. Через міграцію основним районом проживання сирійців у Туреччині сьогодні є Стамбул, де проживає від 12 000 до 18 000 осіб. Від 2000 до 3000 сирійських православних все ще живуть у Тур-Абдіні, і вони розкидані по 30 селах, хуторах і містах. У деяких із цих місць домінують сирійці, а в інших — курди. Крім того, є кілька сирійських православних християнських громад в Ізмірі, Анкарі, Іскендеруні, Діярбакирі, Адиямані, Малатьї, Елязигу та кількох інших місцях. У рамках руху повернення деякі сирійські православні повернулися в села Тур-Абдін з Німеччини, Швеції та Швейцарії.
Другою за чисельністю конфесією є Халдейська католицька церква в Туреччині, яка налічує близько 7000–8000 членів, які проживають переважно в Діярбакирі, Мардіні, провінції Шірнак і Стамбулі. У 2016 році було підраховано, що в Туреччині було близько 48 594 халдейських католиків. Діярбакир був містом, у якому була заснована Халдейська Католицька Церква, коли 1552 року вона відділилася від Ассирійської Церкви Сходу. До Сайфо також існувала велика громада несторіан, або послідовників ассирійської церкви Сходу, і сирійських католиків. Несторіанські племена жили в горах Хаккарі на південно-східному краю кордону з Туреччиною, який зараз є частиною сучасних провінцій Шірнак і Хаккарі. Крім того, Патріарх Несторіанської церкви до середини 1915 року мав свою кафедру в селі в цьому регіоні, відомому як Кодшаніс, після того як він і його послідовники оселилися там у 1660-х роках, зробивши Туреччину центром своєї церковної структури.

Протягом 1800-х років Сирійська Католицька Церква мала свій Престол у Мардіні після того, як її вигнали з Алеппо через утиски Сирійської Православної Церкви. Велика громада жила на південному сході в регіоні Тур-Абдін, поки вони не були вбиті та змушені були втекти під час Сайфо до Лівану, де було відновлено Престол. Існує ще невелика сирійська католицька громада, яка живе в Мардіні та Стамбулі, але більшість сирійських католиків зараз живе в Іраку, Сирії та Лівані. Сирійські протестантські церкви існують і в Туреччині.

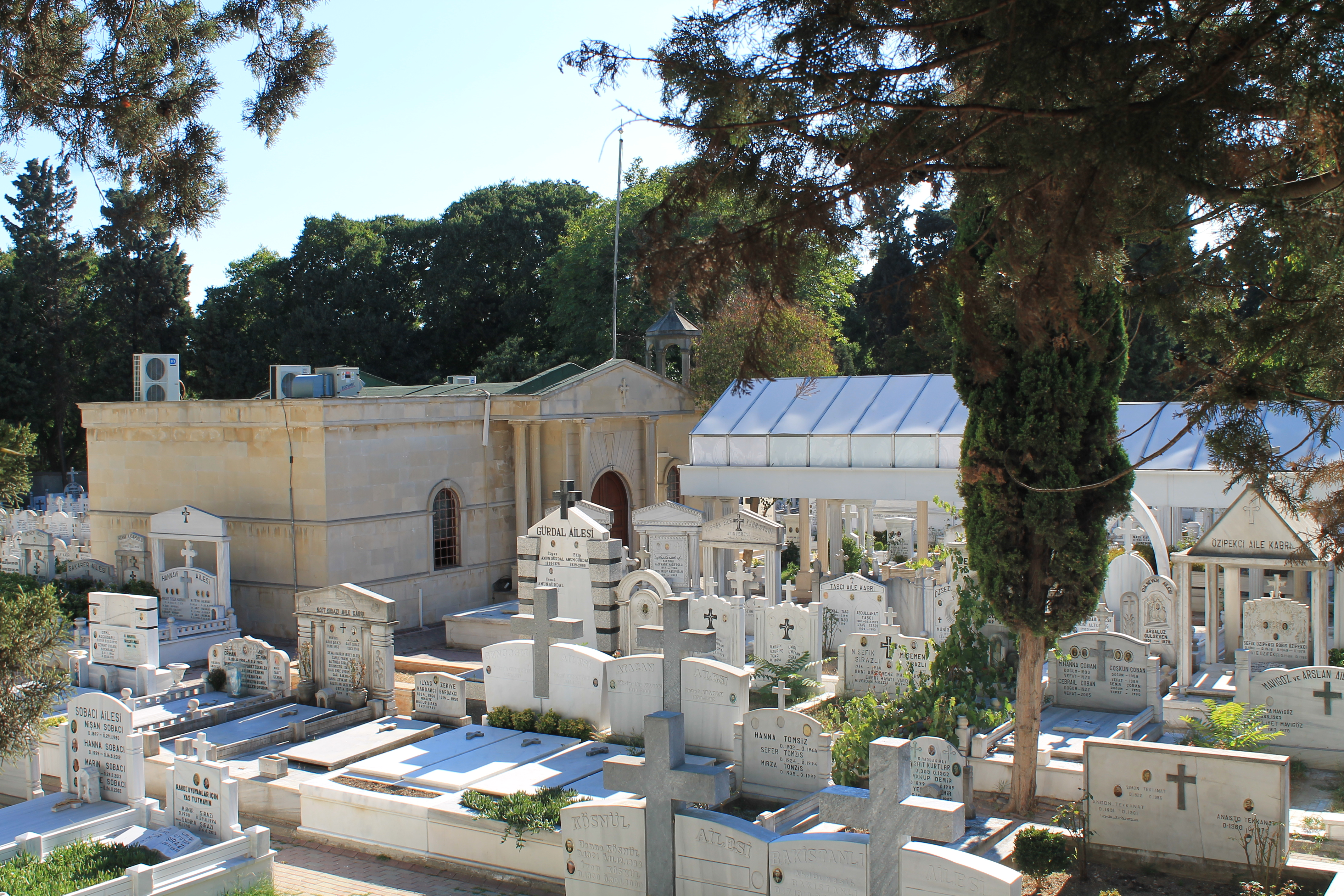
Сирійська православна церква та кладовище в Стамбулі
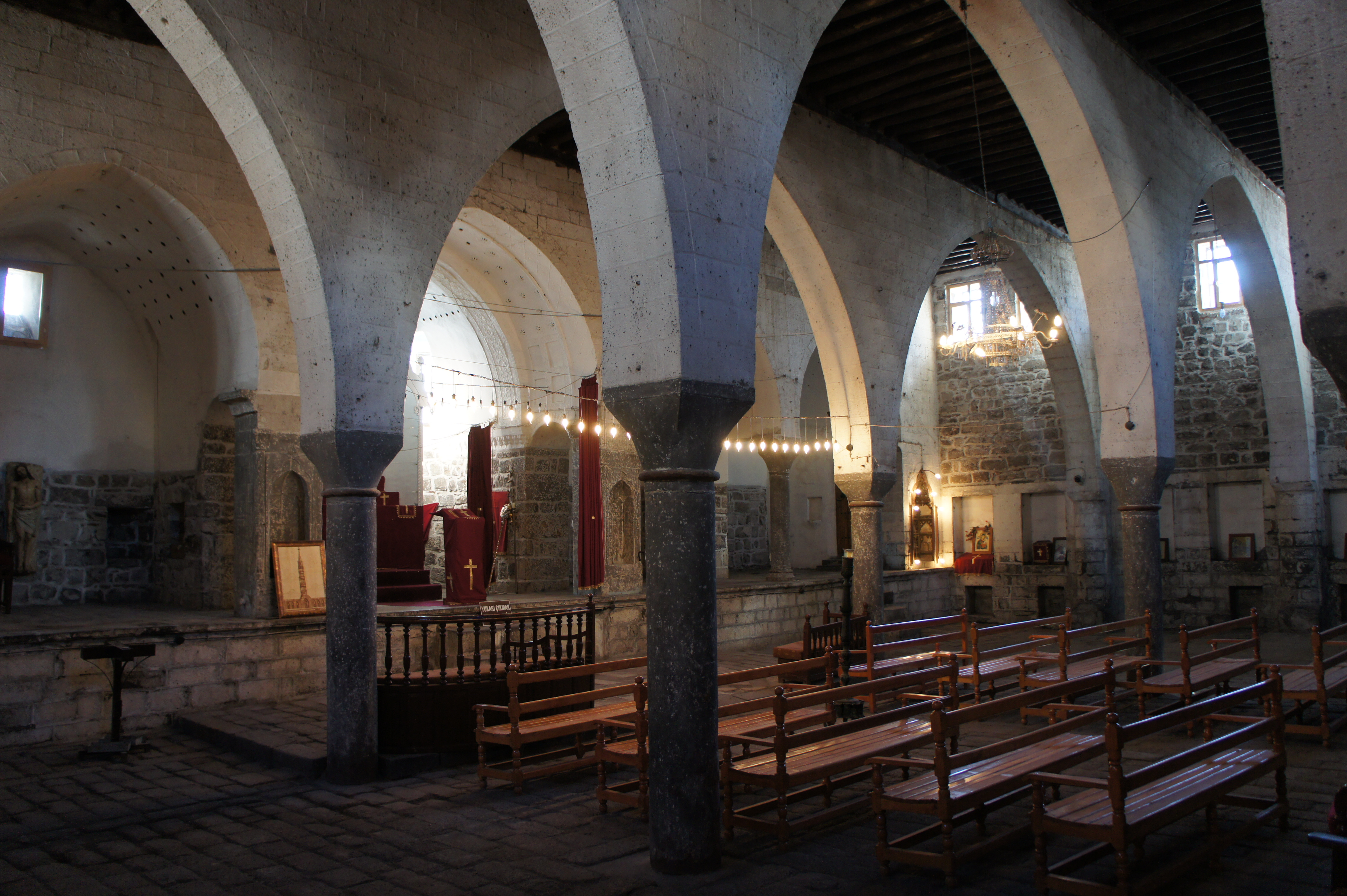
Халдейська католицька церква Mar Pithyoun (Св. Антонія) у Діярбакірі
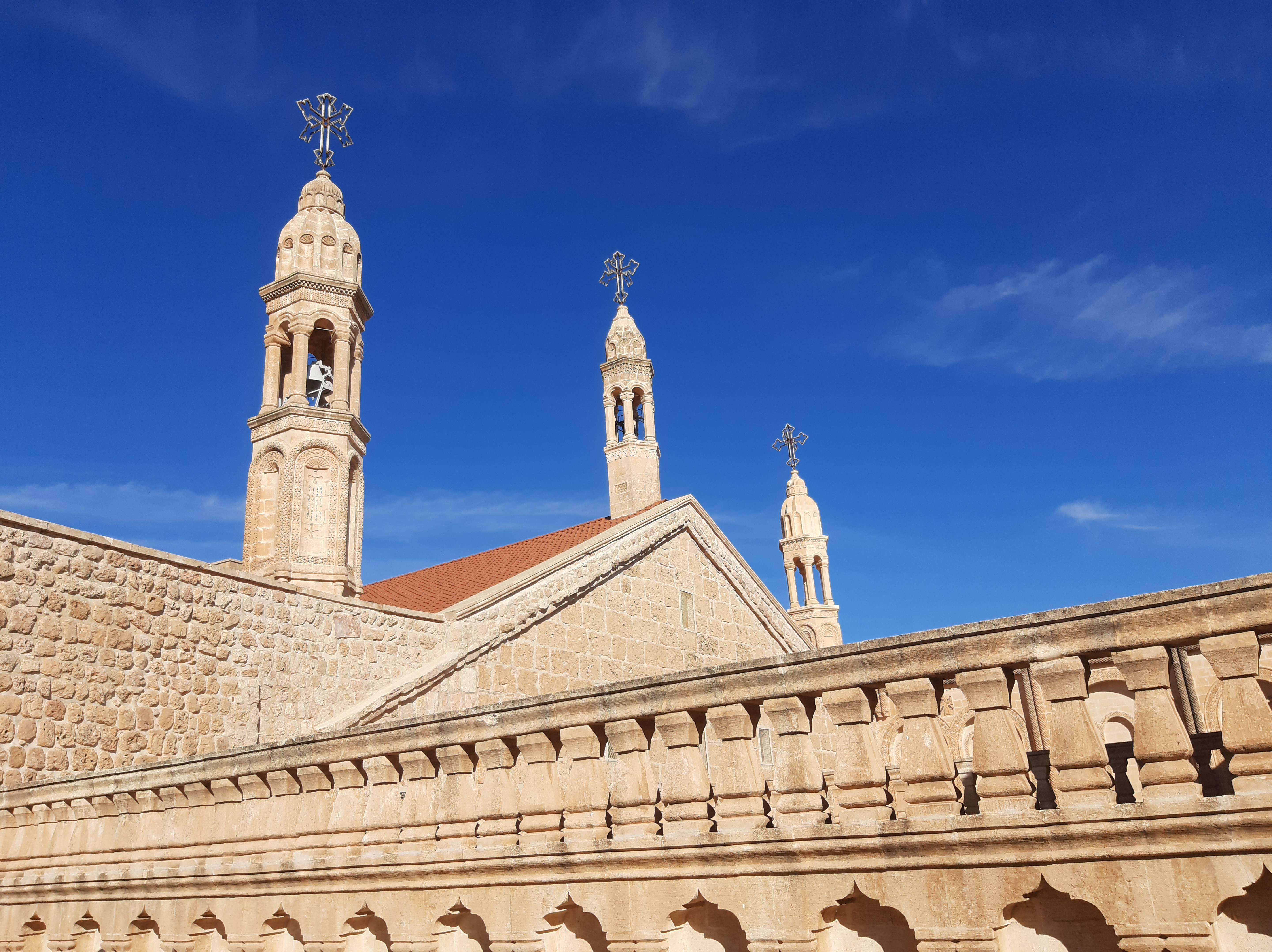
Монастир Мор Габріель в Тур-Абдіні
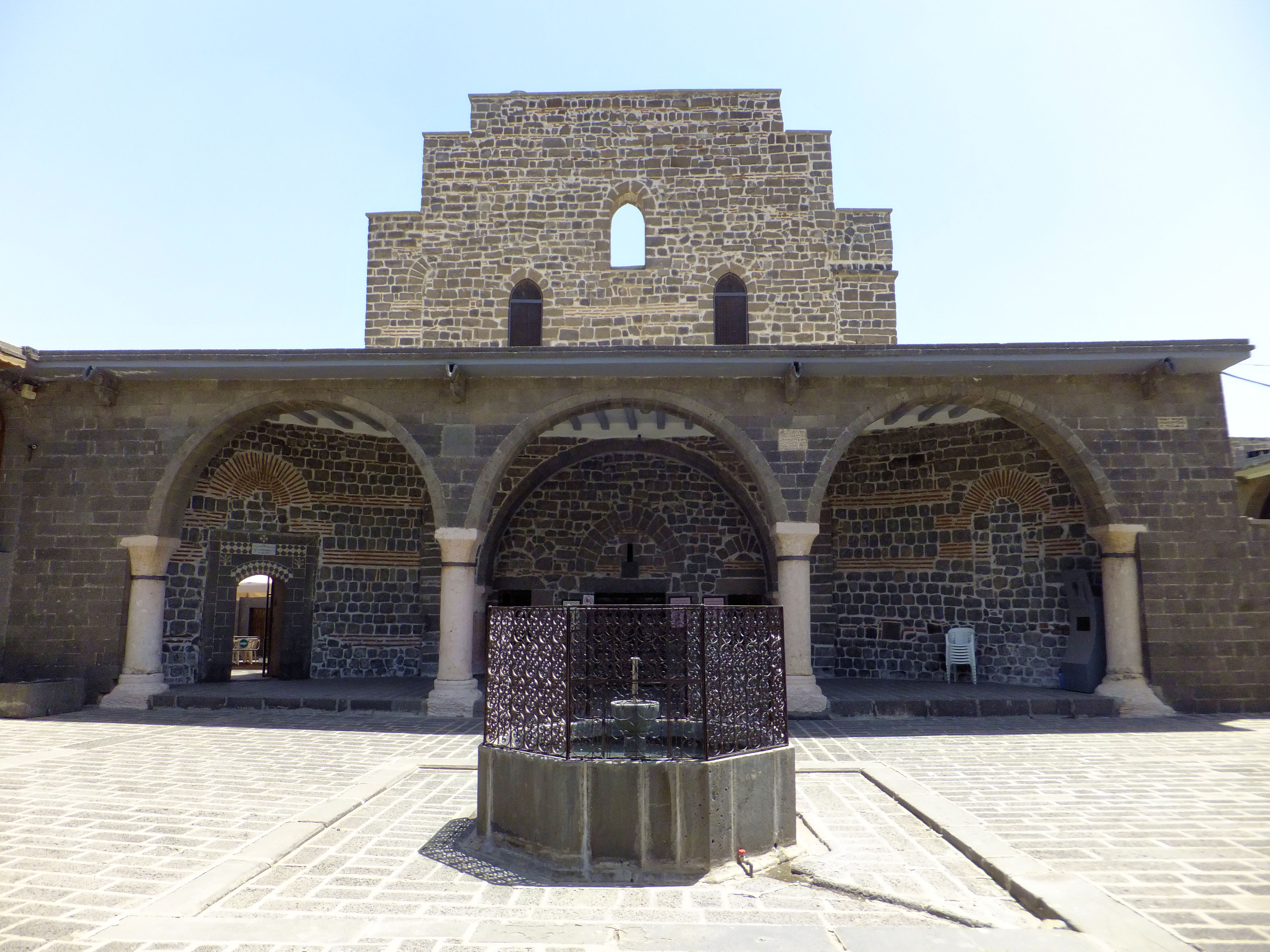
Церква Св. Марії, Діярбакир
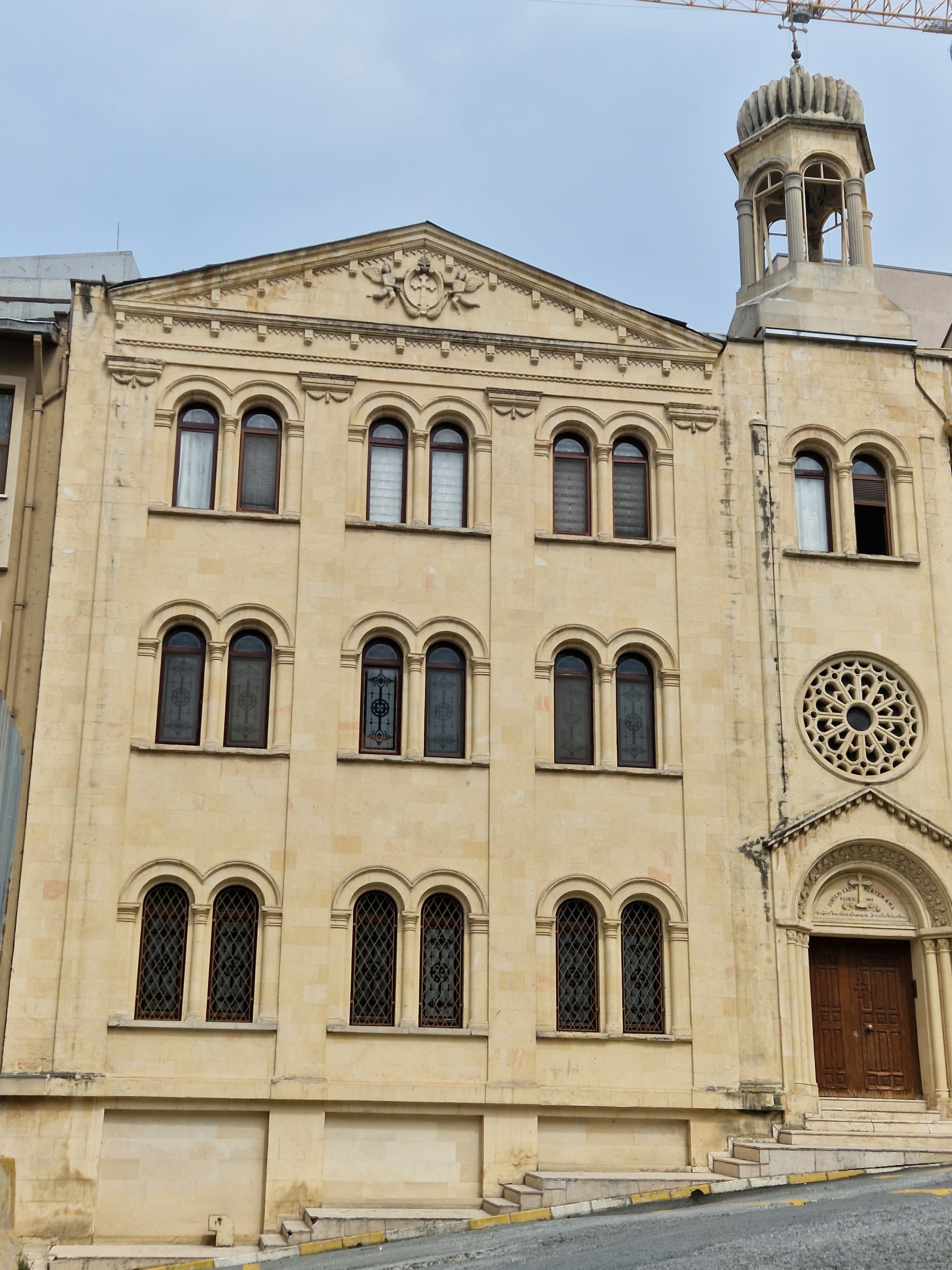
Сирійська православна церква Діви Марії, Стамбул